# Lorenz Gösta Beutin

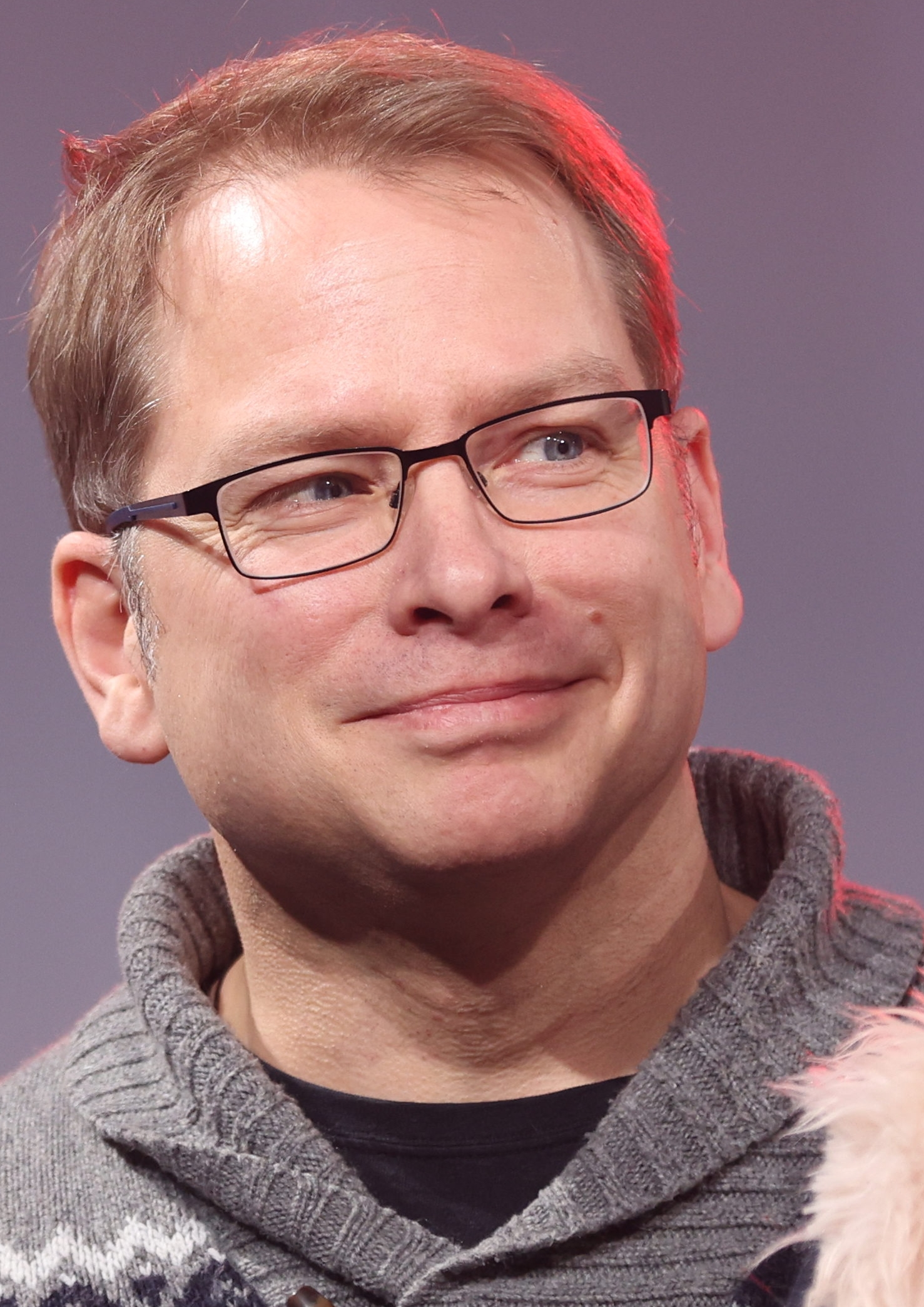
Lorenz Gösta Beutin, 2025

Lorenz Gösta Beutin (* 18. Juli 1978 in Hamburg) ist ein deutscher Politiker (Die Linke). Seit 2025 ist er wieder Mitglied des Deutschen Bundestages, dem er schon einmal von 2017 bis 2021 angehört hatte. Seit 21. Mai 2025 ist er gewählter Vorsitzender des Ausschusses für Umwelt, Klimaschutz, Naturschutz und nukleare Sicherheit im Deutschen Bundestag.

## Leben
Lorenz Gösta Beutin ist der gemeinsame Sohn der Politikerin Heidi Beutin, geborene Seifert, und des Schriftstellers Wolfgang Beutin. Sein Bruder Olaf Beutin stammt aus Wolfgang Beutins erster Ehe. Lorenz Gösta Beutins Großonkel ist der Historiker Ludwig Beutin.
1998/99 leistete er seinen Zivildienst in der Evangelischen Akademie Bad Segeberg. Seit 1999 ist Beutin Mitglied der Gewerkschaft ver.di.
Seit dem Wintersemester 1999/2000 studierte Beutin an der Universität Hamburg Geschichte, Politik und Germanistik. Das Studium finanzierte er sich als Service- und Sicherheitskraft in einem Alten- und Pflegeheim in Hamburg sowie durch Arbeit in verschiedenen Archiven. Er schloss es 2008 mit einer Magisterarbeit ab, in der er die Wandlungen des Historikers Ludwig Beutin, seines Großonkels, vor, während und nach dem Zweiten Weltkrieg untersuchte.
In den Jahren 2000 bis 2006 war er Mitglied im Fachschaftsrat Geschichte und der Fachschaftsrätekonferenz. Im Streik-Wintersemester 2003/04 war er in der „Streikzentrale“ tätig, danach ein Semester im hochschulpolitischen Referat des AStA der Uni Hamburg.

## Politische Tätigkeiten
Beutin sammelte erste politische Erfahrungen in der BUND-Jugendgruppe „Milane“. 1996 war er am Aufbau einer Ortsgruppe der Grün-Alternativen Jugend in der Region Trittau beteiligt. Wegen der Befürwortung des Kosovokrieges 1999 brach er mit den Grünen.
In den Jahren 2000 bis 2005 war Beutin Mitglied der PDS. 2004 unterstützte er die „Wahlalternative“ und die „Initiative Arbeit & soziale Gerechtigkeit“, die Vorgängerorganisationen der WASG. 2005 trat er der WASG bei, 2006 auch der Linkspartei.PDS.
Von Juli 2005 bis zum 16. Juni 2007 (Verschmelzung von WASG und PDS zur Partei Die Linke) war Lorenz Gösta Beutin Landessprecher und Länderratsdelegierter der WASG. Von 2007 bis 2014 war er Mitglied im geschäftsführenden Landesvorstand der Linken Schleswig-Holstein. Von November 2015 bis November 2019 fungierte er als Landessprecher der Linken. Er arbeitete von 2010 bis 2014 als Wahlkreismitarbeiter der Bundestagsabgeordneten Cornelia Möhring, ab 2014 als Mitarbeiter der Bundestagsfraktion im Regionalbüro Nord in Kiel.

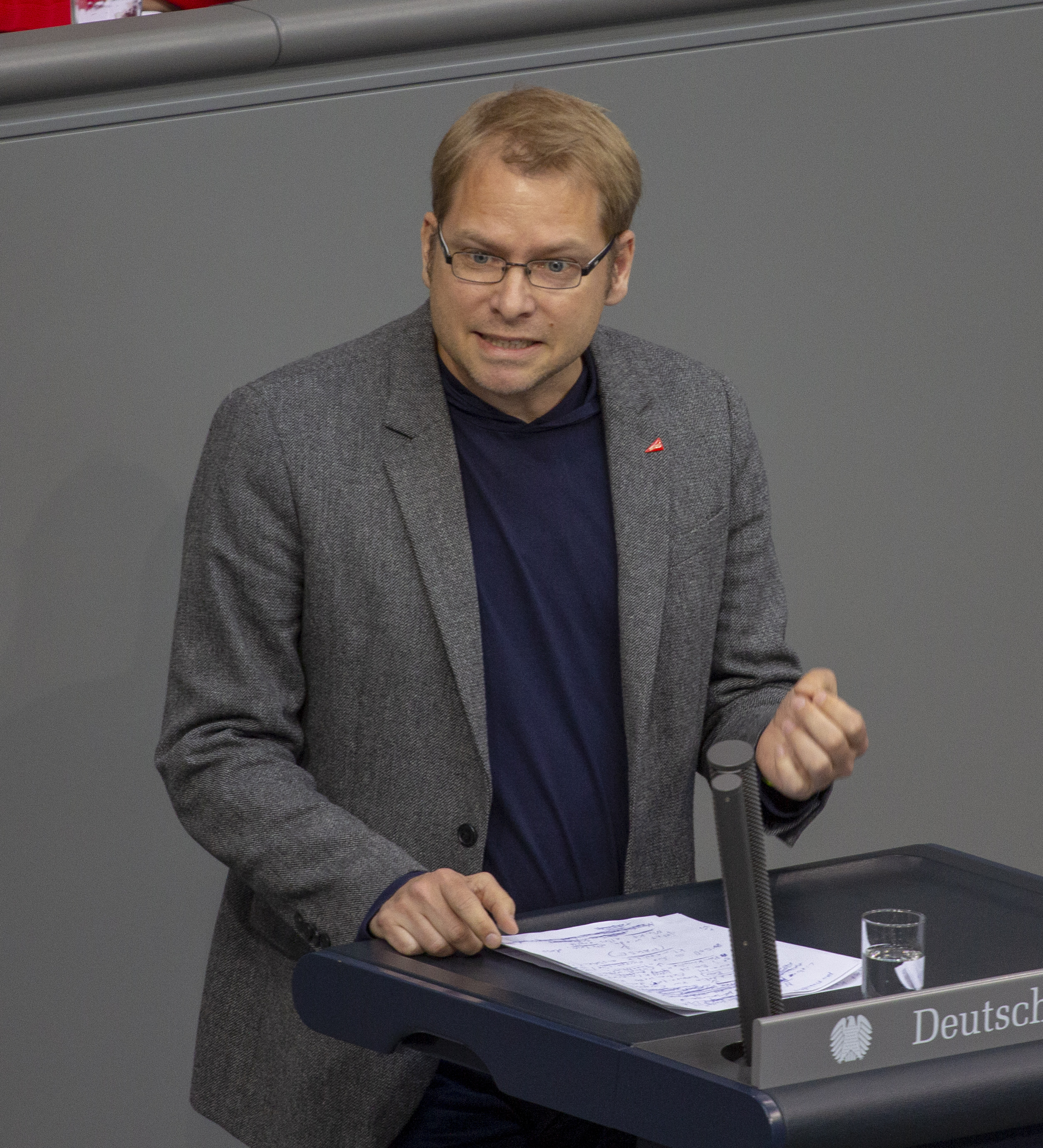
Lorenz Gösta Beutin als Redner im Bundestag, 2019

Bei der Bundestagswahl 2017 kandidierte er um ein Direktmandat im Bundestagswahlkreis Plön-Neumünster. Mit 6,5 % der Stimmen verlor er mit weitem Abstand gegen die CDU-Kandidatin Melanie Bernstein. Über die Landesliste der Linken Schleswig-Holstein konnte er dennoch in den Bundestag einziehen. Dort war Beutin ordentliches Mitglied im Ausschuss für Wirtschaft und Energie und gehörte als stellvertretendes Mitglied dem Ausschuss für Umwelt, Naturschutz und nukleare Sicherheit an.
Vier Jahre später trat er bei der Bundestagswahl 2021 im Bundestagswahlkreis Kiel sowie auf Platz 2 der Landesliste an. Landesweit erzielte seine Partei 3,6 % der Zweitstimmen mit der Folge, dass nur Listenplatz 1 zum Zuge kam. Auch erreichte er mit 4,7 % der Erststimmen nur den fünften Platz in seinem Wahlkreis und verpasste damit den Einzug in den Bundestag.
Bei der Bundestagswahl 2025 trat er als Direktkandidat im Bundestagswahlkreis Flensburg – Schleswig an und wurde von seinem Landesverband auf Platz 1 der Landesliste nominiert. In seinem neuen Wahlkreis erreichte er 5,4 Prozent der Erststimmen und konnte über die schleswig-holsteinische Landesliste seiner Partei nach vierjähriger Unterbrechung wieder in den Deutschen Bundestag einziehen.
Im 21. Bundestag ist er Vorsitzender des Ausschusses für Umwelt, Klimaschutz, Naturschutz und nukleare Sicherheit und stellvertretendes Mitglied im Ausschuss für Wirtschaft und Energie und im Verkehrsausschuss.
Er ist Mitglied des Kieler Friedensforums und des Zusammenarbeitsausschusses der Friedensbewegung Schleswig-Holstein, Mitglied in der VVN-BdA, der Rosa-Luxemburg-Stiftung Schleswig-Holstein und der Leonhard-Frank-Gesellschaft.

## Geldstrafe wegen Hausfriedensbruchs
Beutin nahm am 2. Februar 2020 an einer Demonstration im Zuge von Klimaprotesten gegen das Kraftwerk Datteln auf dem Kraftwerksgelände teil. Der Bundestag hob im März 2021 die politische Immunität des Abgeordneten auf. Im August 2021 wurde er vom Amtsgericht Recklinghausen wegen Hausfriedensbruchs zu einer Geldstrafe in Höhe von 25 Tagessätzen verurteilt.  Beutin hielt sich aufgrund seines Abgeordnetenstatus für berechtigt, Demonstrationen als parlamentarischer Beobachter beizuwohnen. Ein solches Sonderrecht hat das Gericht als nicht existent bezeichnet und Beutin die aktive Teilnahme an der Besetzung vorgeworfen.

## Publikationen
- Geopfert im Stacheldraht des Vaterlandes. Leonhard Frank und der Erste Weltkrieg. In: Heidi Beutin u. a. (Hrsg.): „Das Denken der Zukunft muß Kriege unmöglich machen“. Der Krieg in Kunst, Literatur und Wissenschaft. Mössingen-Talheim 2015, ISBN 9783893761647.
- Die „Nürnberger Gesetze“ – Voraussetzung, Inhalte, Folgen. In: Beutin, Lorenz Gösta u. a. (Hrsg.): In Nürnberg machten sie ein Gesetz. Diskriminierung, Ausgrenzung, Verfolgung – Kontinuitäten und Brüche. Politische Tagung aus Anlass der 75. Wiederkehr des Inkrafttretens der „Nürnberger Rassegesetze“, 1.–3. Oktober 2010, im Dokumentationszentrum Prora/Rügen. Frankfurt/M. u. a. 2011 (= Bremer Beiträge zur Literatur- und Ideengeschichte. Bd. 62), S. 39–58, ISBN 3631615345.
- „Vox populi, vox Dei“. Zur romantischen Judenfeindschaft in den Märchen Wilhelm Hauffs. In: Johann Dvorák (Hrsg.): Aufklärung, Demokratie und die Veränderung der gesellschaftlichen Verhältnisse. Texte über Literatur und Politik in Erinnerung an Walter Grab. Frankfurt/M. u. a. 2011, ISBN 9783631552926.
- Freiheit und Sozialismus in der Partei „Die Linke“ im Spannungsfeld von Parlamenten und Bewegungen. In: Herrschaftsfreie Gesellschaftsmodelle in Geschichte und Gegenwart und ihre Perspektiven für die Zukunft. Hrsg. v. d. Erich-Mühsam-Gesellschaft e.v., Lübeck 2010 (= Schriften der Erich-Mühsam-Gesellschaft. Heft 34), S. 45–56, ISBN 9783931079444.
- Semantische Affirmation. Ludwig Beutin (1903-1958). Wandlungen eines Historikers in den gesellschaftlichen Umbrüchen der ersten Hälfte des 20. Jahrhunderts. Magisterarbeit, Universität Hamburg, 2008.
- Herausgeber: Lorenz Knorr. Aufklärung, Frieden, Antifaschismus. Ausgewählte Reden und Schriften. PapyRossa-Verlag, Köln 2006, ISBN 3-89438-356-9.